# Maria Buenová
Maria Esther Andion Buenová (11. října 1939, São Paulo – 8. června 2018) byla brazilská tenistka, ženská světová jednička, která vyhrála devatenáct grandslamových turnajů, z toho sedm ve dvouhře, jedenáct v ženské (z toho jeden na počátku otevřené éry) a jeden ve smíšené čtyřhře.
Podle Lance Tingaye z The Daily Telegraph a Buda Collinse z Daily Mailu, byla v první desítce ženského tenisu v období 1958 až 1960 a opět v letech 1962 až 1968, na 1. místě klasifikována pak v roce 1959 a 1960. Mezinárodní tenisová síň slávy jí uváděla jako první hráčku světa v letech 1964 a 1966. V roce 1978 byla do ní uvedena.

## Grand Slam – statistika finálových utkání (35)
Zvítězila v devatenácti a prohrála v šestnácti finálových zápasech, což činí úspěšnost 54%.

### Ženská dvouhra: 12 (7 vítězství, 5 proher)
| Stav       | Rok  | Turnaj                   | Povrch | Finalistka                     | Výsledek             |
| Vítězka    | 1959 | Wimbledon                | tráva  | Darlene Hardová                | 6–4, 6–3             |
| Vítězka    | 1959 | US Championships         | tráva  | Christine Trumanová Janesová   | 6–1, 6–4             |
| Vítězka    | 1960 | Wimbledon (2)            | tráva  | Sandra Reynoldsová Priceová    | 8–6, 6–0             |
| Finalistka | 1960 | US Championships         | tráva  | Darlene Hardová                | 6–4, 10–12, 6–4      |
| Vítězka    | 1963 | US Championships (2)     | tráva  | Margaret Courtová              | 7–5, 6–4             |
| Finalistka | 1964 | French Championships     | antuka | Margaret Courtová              | 5–7, 6–1, 6–2        |
| Vítězka    | 1964 | Wimbledon (3)            | tráva  | Margaret Courtová              | 6–4, 7–9, 6–3        |
| Vítězka    | 1964 | US Championships (3)     | tráva  | Carole Caldwellová Graebnerová | 6–1, 6–0             |
| Finalistka | 1965 | Australian Championships | tráva  | Margaret Courtová              | 5–7, 6–4, 5–2, skreč |
| Finalistka | 1965 | Wimbledon                | tráva  | Margaret Courtová              | 6–4, 7–5             |
| Finalistka | 1966 | Wimbledon (2)            | tráva  | Billie Jean Kingová            | 6–3, 3–6, 6–1        |
| Vítězka    | 1966 | US Championships (4)     | tráva  | Nancy Richeyová                | 6–3, 6–1             |

### Ženská čtyřhra (16)

#### Vítězství (11)
| Rok  | Turnaj                   | Spoluhráčka                  | Finalistky                                                 | Výsledek      |
| 1958 | Wimbledon                | Althea Gibsonová             | Margaret Osborneová duPontová Margaret Varnerová Blossová  | 6–3, 7–5      |
| 1960 | Australian Championships | Christine Trumanová Janesová | Lorraine Coghlanová Robinsonová Margaret Courtová          | 6–2, 5–7, 6–2 |
| 1960 | French Championships     | Darlene Hardová              | Ann Haydonová Jonesová Patricia Wardová Halesová           | 6–2, 7–5      |
| 1960 | Wimbledon (2)            | Darlene Hardová              | Sandra Reynoldsová Priceová Renee Schuurmanová Haygarthová | 6–4, 6–0      |
| 1960 | US Championships         | Darlene Hardová              | Ann Haydonová Jonesová Deidre Cattová                      | 6–1, 6–1      |
| 1962 | US Championships (2)     | Darlene Hardová              | Billie Jean Kingová Karen Susmanová                        | 4–6, 6–3, 6–2 |
| 1963 | Wimbledon (3)            | Darlene Hardová              | Margaret Courtová Robyn Ebbernová                          | 8–6, 9–7      |
| 1965 | Wimbledon (4)            | Billie Jean Kingová          | Françoise Durrová Jeanine Lieffrigová                      | 6–2, 7–5      |
| 1966 | Wimbledon (5)            | Nancy Richeyová              | Margaret Courtová Judy Tegartová Daltonová                 | 6–3, 4–6, 6–4 |
| 1966 | US Championships (3)     | Nancy Richeyová              | Billie Jean Kingová Rosemary Casalsová                     | 6–3, 6–4      |
| 1968 | US Open (4)              | Margaret Courtová            | Billie Jean Kingová Rosmary Casalsová                      | 4–6, 9–7, 8–6 |

#### Finalistka (5)
| Rok  | Turnaj               | Spoluhráčka      | Vítězky                                                    | Výsledek       |
| 1958 | US Championships     | Althea Gibsonová | Jeanne Arthová Darlene Hardová                             | 2–6, 6–3, 6–4  |
| 1959 | US Championships (2) | Sally Mooreová   | Jeanne Arthová Darlene Hardová                             | 6–2, 6–3       |
| 1961 | French Championships | Darlene Hardová  | Sandra Reynoldsová Priceová Renee Schuurmanová Haygarthová | bez boje       |
| 1963 | US Championships (3) | Darlene Hardová  | Margaret Courtová Robyn Ebbernová                          | 4–6, 10–8, 6–3 |
| 1967 | Wimbledon            | Nancy Richeyová  | Rosemary Casalsová Billie Jean Kingová                     | 9–11, 6–4, 6–2 |

### Smíšená čtyřhra (7)

#### Vítězství (1)
| Rok  | Turnaj               | Spoluhráč | Finalisté                          | Výsledek      |
| 1960 | French Championships | Bob Howe  | Ann Haydonová Jonesová Roy Emerson | 1–6, 6–1, 6–2 |

#### Finalistka (6)
| Rok  | Turnaj               | Spoluhráč       | Vítězové                                   | Výsledek        |
| 1958 | US Championships     | Alex Olmedo     | Margaret Osborneová duPontová Neale Fraser | 6–3, 3–6, 9–7   |
| 1959 | Wimbledon            | Neale Fraser    | Darlene Hardová Rod Laver                  | 6–4, 6–3        |
| 1960 | Wimbledon (2)        | Bob Howe        | Darlene Hardová Rod Laver                  | 13–11, 3–6, 8–6 |
| 1960 | US Championships (2) | Antonio Palafox | Margaret Osborneová duPontová Neale Fraser | 6–3, 6–2        |
| 1965 | French Championships | John Newcombe   | Margaret Courtová Ken Fletcher             | 6–4, 6–4        |
| 1967 | Wimbledon (3)        | Ken Fletcher    | Billie Jean Kingová Owen Davidson          | 3–6, 6–2, 15–13 |

## Časová osa zápasu ve dvouhře na Grand Slamu
| Turnaj    | 1958  | 1959  | 1960  | 1961  | 1962  | 1963  | 1964  | 1965  | 1966  | 1967  | 1968  | 1969-1975 | 1976  | 1977  | Celkově SR |
| --------- | ----- | ----- | ----- | ----- | ----- | ----- | ----- | ----- | ----- | ----- | ----- | --------- | ----- | ----- | ---------- |
| Austrálie | A     | A     | QF    | A     | A     | A     | A     | F     | A     | A     | A     | A         | A     | A / A | 0 / 2      |
| Francie   | SF    | QF    | SF    | QF    | A     | A     | F     | SF    | SF    | QF    | QF    | A         | 1k    | A     | 0 / 10     |
| Wimbledon | QF    | W     | W     | A     | SF    | QF    | W     | F     | F     | 4k    | QF    | A         | 4k    | 3k    | 3 / 12     |
| US Open   | QF    | W     | F     | A     | SF    | W     | W     | SF    | W     | 2k    | SF    | A         | 3k    | 2k    | 4 / 12     |
| SR        | 0 / 3 | 2 / 3 | 1 / 4 | 0 / 1 | 0 / 2 | 1 / 2 | 2 / 3 | 0 / 4 | 1 / 3 | 0 / 3 | 0 / 3 | 0 / 0     | 0 / 3 | 0 / 2 | 7 / 36     |

| Legenda | Legenda                                   | Legenda | Legenda                     |
| ------- | ----------------------------------------- | ------- | --------------------------- |
| SR      | poměr vyhraných turnajů ku všem odehraným | W–L V–P | výhry–prohry                |
| NH      | daný rok se turnaj nekonal                | A       | turnaje se hráč nezúčastnil |
| 1Q / LQ | prohra v (kole) kvalifikace               | 1k / 1R | prohra v daném kole turnaje |
| QF / ČF | prohra ve čtvrtfinále                     | SF      | prohra v semifinále         |
| F       | prohra ve finále                          | Vítěz   | vítězství v turnaji         |

Poznámka: Australian Open se v roce 1977 konalo dvakrát, v lednu a prosinci.